# XHamster
xHamster là một trang web khiêu dâm có trụ sở ở Limassol, Síp.